# 国鉄セキ1形貨車
国鉄セキ1形貨車（こくてつセキ1がたかしゃ）は、かつて、日本国有鉄道（国鉄）およびその前身である鉄道省等に在籍した30 t 積の石炭車である。
本形式を種車として改造製作されたホキ150形についてもここで解説する。
なお、厳密には国鉄の「セキ1」という形式は、官営鉄道時代の明治14年に製造された石運車も明治44年から廃車となった大正4年までこの名前が付けられていたが、偶然同名になっただけで構造はおろか記号の意味が全く違うため初代・二代目とはされず、石運車のセキ1は区別する場合「セキ1M44」という表現をする。

## セキ1形
製造時はオテセ9500形と称し、1911年（明治44年）から1913年（大正2年）にかけて531両（オテセ9500 - オテセ10030）が製造された。積載荷重は24 t であった。
1918年（大正7年）から1922年（大正11年）にかけてオテセ9500形全車が、オテセ11000形（オテセ11000 - オテセ11530）に改造された。改造内容は24 t 積みを30 t 積みにする増トン工事（25%増）であった。6 t 増トンすることはオテセ9500形を新たに133両増車することと同じ効果があり、さらに車自体の数は同じため保守修繕費用の低減が期待された。
工事内容は、オテセ9500形の側板及び妻板上部を460 mmかさ上げし容量を大きくした（28.3 m3 → 35.6 m3、25%増）。当初かさ上げ部分は木製であったが後に鋼製に改造された。
オテセ11000形は、1928年（昭和3年）の車両称号規程改正で当時在籍していた526両がセキ1形（セキ1 - セキ526）となった。大半の車は北海道内のみで運用されたが、少数の車が岡山県の伯備線石蟹駅、九州の松浦線へ転属し運用された。
製造ロットによる多少の違いはあるが全長は8,687 mm、全幅は2,702 mm、全高は3,327 mm、自重は13.7 t - 15.0 t、換算両数は積車4.5、空車1.6であった。1964年（昭和39年）に形式消滅した。

## ホキ150形
ホキ150形は1954年（昭和29年）に20両（ホキ150 - ホキ169）がセキ1形より国鉄工場にて改造製作された30 t 積石灰石専用のホッパ車である。ホキ150形はオテセ9500形から数えると実に4回名称が変更された貨車である。積荷である石灰石の比重は石炭より大きいため、同じ容積のまま積載してしまうと30t を超えてしまうのでセキ1形の車体の上半分を全高2,330 mmの位置で切断し容積を小さくした（35.6 m3→ 21.2 m3、40%減）。つまりオテセ9500形からオテセ11000形に改造した際のかさ上げ部分はすべて撤去されさらにそれ以上切り取られた。満載せず容積の50%程度で積載すれば同じことであるが、使用予定線区である青梅線の積込設備の建築基準が小さかったため種車そのままでは入線できないので切り取る必要があった。
製造ロットによる多少の違いはあるが全長は8,687 mm、全幅は2,702 mm、全高は2,535 mm、自重は15.2 t、換算両数は積車4.5、空車1.4、台車はTR17、車体塗色は黒で最高速度65 km/hであった。なにぶん老朽車であったため改造よりわずか3年後の1957年（昭和32年）7月1日より廃車が始まり、1959年（昭和34年）1月20日に最後の1両（ホキ150）が廃車になったことから形式消滅した。

## 譲渡

### 雄別炭礦鉄道
1950年（昭和25年）12月26日、5両（セキ50、セキ66、セキ128、セキ258、セキ284）が雄別炭礦鉄道に譲渡され、セキ11 - セキ15となった。
1952年（昭和27年）5月6日、5両（セキ73、セキ96、セキ105、セキ110、セキ403）が雄別炭礦鉄道に譲渡され、セキ16 - セキ20となった。
1953年（昭和28年）4月7日、3両（セキ67、セキ95、セキ449）が雄別炭礦鉄道に譲渡され、セキ21 - セキ23となった。
1954年（昭和29年）4月22日、5両（セキ23、セキ167、セキ396、セキ417、セキ437）が雄別炭礦鉄道に譲渡され、セキ24 - セキ28となった。
1959年（昭和34年）12月22日、5両（セキ64、セキ214、セキ322、セキ339、セキ367）が雄別炭礦鉄道に譲渡され、セキ29、セキ33、セキ32、セキ31、セキ30となった。
1963年（昭和38年）4月24日、6両（セキ59、セキ84、セキ240、セキ383、セキ389、セキ414）が雄別炭礦鉄道に譲渡され、セキ38、セキ34、セキ35、セキ37、セキ36、セキ22となった。
1963年（昭和38年）12月、5両（セキ32、セキ115、セキ178、セキ190、セキ292）が雄別炭礦鉄道に譲渡され、セキ39、セキ43、セキ40、セキ41、セキ42となった。
1965年（昭和40年）2月、13両（セキ29、セキ45、セキ51、セキ65、セキ137、セキ161、セキ194、セキ212、セキ232、セキ246、セキ265、セキ288、セキ347）が雄別炭礦鉄道に譲渡され、セキ44 - 48、セキ54、セキ49、セキ55、セキ50、セキ56、セキ51、セキ52、セキ53となった。

### 旭川電気軌道
1951年（昭和26年）11月19日 1両（セキ118）が 旭川電気軌道に譲渡されセキ1となった。1954年（昭和29年）5月三菱大夕張鉄道に再譲渡されセキ1になる。1987年（昭和62年）7月、路線廃止により廃車。

### 天塩鉄道
1953年（昭和28年）11月4日、5両（セキ3、セキ21、セキ26、セキ43、セキ250）が天塩鉄道（後の天塩炭礦鉄道）に譲渡され、セキ1 - セキ5となった。

### 三菱美唄鉄道
1957年（昭和32年）6月19日、5両（セキ38、セキ98、セキ281、セキ363）が三菱美唄鉄道に譲渡され、セキ1 - セキ5となった。
1959年（昭和34年）1月8日、2両（セキ63、セキ151）が三菱美唄鉄道に譲渡され、セキ7 - セキ8となった。
1959年（昭和34年）9月15日、1両（セキ19）が三菱美唄鉄道に譲渡され、セキ6となった。

### 太平洋石炭販売輸送
1958年（昭和33年）10月22日、10両（セキ132、セキ185、セキ198、セキ266、セキ293、セキ328、セキ331、セキ337、セキ374、セキ473）が太平洋石炭販売輸送に譲渡され、セキ1 - セキ10となった。
1960年（昭和35年）12月19日、11両（セキ14、セキ57、セキ155、セキ169、セキ196、セキ248、セキ272、セキ275、セキ391、セキ430、セキ436）が太平洋石炭販売輸送に譲渡され、セキ11 - セキ21となった。
1963年（昭和38年）4月24日、1両（セキ434）が太平洋石炭販売輸送に譲渡され、セキ22となった。
1963年（昭和38年）6月15日、1両（セキ88）が太平洋石炭販売輸送に譲渡され、セキ24となった。
1964年（昭和39年）6月15日、1両（セキ485）が太平洋石炭販売輸送に譲渡され、セキ25となった。
1965年（昭和40年）4月6日、5両（セキ87、セキ93、セキ191、セキ245、セキ290）が太平洋石炭販売輸送に譲渡され、セキ28、セキ30、セキ26、セキ29、セキ27となった。

## 保存車

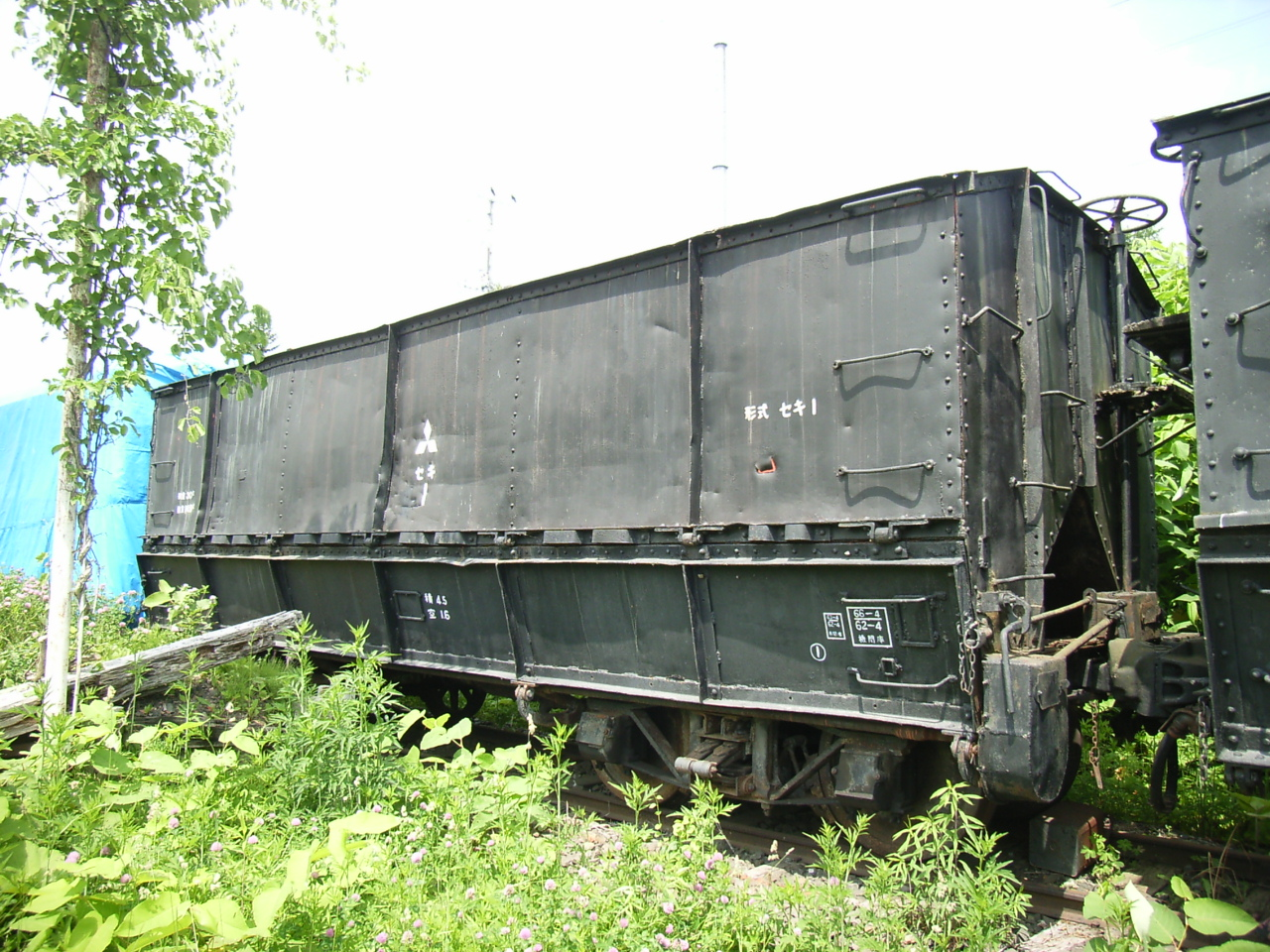
南大夕張駅跡のセキ1
（2007年）

- 三菱大夕張鉄道セキ1（元国鉄セキ118） - 北海道夕張市南大夕張駅跡